# Willie Galimore
Willie “The Wisp” Galimore (St. Augustine, 30 marzo 1935 – Rensselaer, 27 luglio 1964) è stato un giocatore di football americano statunitense che ha giocato nel ruolo di running back per tutta la carriera con i Chicago Bears della National Football League (NFL).

## Carriera
Galimore fu scelto dai Chicago Bears nel corso del quinto giro (57º assoluto) del Draft NFL 1956. Dotato di eccezionale velocità, in un documentario di NFL Films fu definito forse l'ultima grande scoperta di un draft prima che il meccanismo degli osservatori nella NFL diventasse così sofisticato. Due Hall of Famer come Chuck Bednarik e Doug Atkins definirono Galimore uno dei migliori corridori che avessero mai affrontato. Coi Bears vinse il campionato NFL del 1963, prima che la sua vita si interrompesse il 27 aprile 1964 in un incidente automobilistico in cui perì anche il compagno Bo Farrington. In suo onore i Bears ritirarono il suo numero di maglia 28.

## Palmarès

### Franchigia
- Campione NFL: 1

Chicago Bears: 1963

### Individuale
- Numero 28 ritirato dai Chicago Bears
- College Football Hall of Fame

## Statistiche
| Yard corse             | 2 985 |
| Touchdown su corsa     | 26    |
| Yard ricevute          | 1 201 |
| Touchdown su ricezione | 10    |